# Paczolay György
Paczolay György (Tápiószele, Pest vármegye, 1906 – Túrony, 1961. február 9.) magyar református lelkész, országgyűlési képviselő.

## Élete
Református vallásban született Tápiószelén, felvidéki – nógrádi – származású, nemesi eredetű család leszármazottjaként. Nagykőrösön, az Arany János Gimnáziumban érettségizett, majd a Budapesti Református Teológiai Akadémián szerzett 1932-ben lelkész oklevelet. Már ezt megelőzően, első lelkészképesítő vizsgája után két éven át segédlelkész volt Ravasz László mellett, a budapesti Kálvin téri református templomban, majd Nagykőrösön, Szekszárdon és Óbudán szolgált ugyancsak segédlelkészként.
Lelkészi oklevelének megszerzése után rövid időn belül lelkipásztorává választotta szülőfaluja, 1936-ban pedig a Duna–Tisza köze legnagyobb református közösségébe, Nagykőrösre került vissza lelkésznek. Mint vidéki lelkipásztor, minden állomáshelyén komoly munkát fejtett ki főleg a tanyák missziói szolgálatában; Nagykőrösön elnöke lett a református tanítóképző intézet, illetve a református polgári fiúiskola igazgató tanácsának, valamint az iskolaszéknek. Néhány budapesti, illetve országos hatókörű szervezetben is szerepet vállalt, az Országos Protestáns Diákszövetségnek országos elnöke volt.
Az 1939-es általános választásokon országgyűlési képviselővé is megválasztották, a Nyilaskeresztes Front Közép-Pest vármegyei listájáról. A nyilaspártok 1940-es egyesülése után már a Nyilaskeresztes Párt frakciójában foglalt helyet, egészen a háború végéig. Egyházi körökben széles körben elterjedt az a híresztelés, hogy a Parlamentben egy ízben kötelet kiáltott Bajcsy-Zsilinszky Endrének és népellenes bűnök miatt letöltendő szabadságvesztést is kapott a háború után.

### Háttérbe szorítása a második világháború után
A szovjet megszállást követően igyekezett politikai múltját feledtetni és magát a népi demokrácia hívének, illetve az azzal lojális dunamelléki püspök, Bereczky Albert hívének mutatni, ennek ellenére az egyházvezetés kommunistabarát része igyekezett őt kiszorítani a nagykőrösi parókiáról, sőt a lelkészi karból is. Egyik felettese, Kiss Roland rákosista főgondnok 1953. augusztus 29-én magához rendelte és állásáról lemondásra, illetve Érsekcsanádra való távozásra szólította fel. A lemondólevélbe ugyanakkor elrejtett egy olyan – Paczolay előtt nem pontosan ismert, vagy a feszült helyzetben nem felismert – jogszabályi utalást, mely lehetővé tette az egyházkormányzat számára, hogy az irat aláírását a lelkészi jelleg egészéről, sőt a nyugdíjjogosultságról való lemondásként értelmezze.
Paczolay ezután a Pest Megyei Mélyfúró Vállalat segédmunkása lett, bár ott maradhatott a parókián, és többször kereste a lehetőséget, hogy meggyőzze feletteseit: ő csak a nagykőrösi állásról való lemondást kívánta aláírni. Mintegy két év próbálkozás után Bereczky elfogadta a mentegetőzését, majd segédlelkészi álláshoz segítette a tiszavidéki egyházkerülethez tartozó Újfehértóra. A következő években – Kissnek az egyházvezetésben súlytalanabbá válásával párhuzamosan – a dunamelléki egyházkerületben napirendre került a rehabilitálása, de erre már nem került sor.
Továbbra is segédlelkészi minőségben Jászkisérre, majd Baranyába, Túrony, Csarnóta és Bisse községek ellátására helyezték át; ott, Túronyban halt meg 1961. február 9-én, élete 55., házassága 23. évében. Gyászjelentése „rövid, de súlyos szenvedés”-t említ, korábbi nagykőrösi lelkésztársa, Adorján József szerint azonban öngyilkos lett. Temetése február 14-én zajlott a tápiószelei református temetőben.

## Magánélete
Felesége Zatézalo Yvette volt, házasságukból három lány született: Yvette – aki apja halálakor már férjezett volt Gulyás Gáborral –, Éva és Ilona.